# Фонетика
Фонетика (од грчке речи φωνή, phone = звук/глас) је наука о гласовима. Изучава особине говорних гласова (фона) али и неговорних гласова, њихов настанак, физичке особине и перцепцију. Разликује се од фонологије, која изучава нивое гласовног система и апстрактне гласовне јединице (као што су фонеме и разликовна (дистинктивна) обележја). Фонетика као наука више изучава саме гласове него контекст у којем се користе у језику. Расправа о значењу (семантика) из тог разлога не припада овом нивоу лингвистичке (језичке) анализе.
Иако су писмо и алфабет у тесној вези са звуковима и говором, строго говорећи фонетичаре више занима глас него симбол којим се глас представља. Веза између гласа и симбола је толико блиска да неки речници наводе науку о симболима (прецизније, семиотику) као део фонетичког изучавања. Са друге стране, логографска писма пружају много мање фонетских информација, али то не значи да те информације не постоје. На пример, у кинеским знаковима, фонетика се односи на онај део знака који упућује на изговор, док главни део знака (радикал) упућује на семантичка својства. Знакови сличне фонетике обично имају сличан изговор, али то не значи да је изговор условљен фонетском вредношћу због чињенице да се изговор кроз векове мењао, док је знак остао исти. Нису сви кинески знакови радикално-фонетске сложенице, али већина јесте.
Фонетика има три главне гране:
- артикулациона фонетика, која се бави положајем и покретом усана, језика и осталих говорних органа у току говора
- акустичка фонетика, која се бави особинама звучних таласа и начином на који их прима унутрашње уво
- перцептивна фонетика, која се бави перцепцијом говора, тачније, изучава начин на који мозак ствара чулну представу о подацима (гласовима) које прима.

Постоји више стотина гласова (самогласника, сугласника итд.) које Интернационална фонетска асоцијација (IPA) препознаје и транскрибује у свом Интернационалној фонетској азбуци (чија је природа, опет, махом фонолошког а не фонетског карактера).
Људски говорни апарат може да артикулише велики број гласова и различити језици се знатно разликују по броју гласова који се у њима користе.
Језици могу имати од 2 (абхаски) до 55 (седанг) самогласника и од 6 (ротокас) до 117 (ксу) сугласника. Међутим, морамо бити опрезни при оваквим тврдњама, јер сваки пут кад изговоримо неки глас то урадимо мало другачије. Укупан број фонема у језику варира од само 10 у пираха језику, 11 у ротокасу, 12 у хавајском и 30 у српском, до 141 у ксу језику (којим се говори у јужној Африци, у пустињи Калахари).
Те фонеме могу да варирају: од познатих као што су /т/, /с/ или /м/, до веома неуобичајених, које се не изговарају коришћењем ваздушне струје која долази из плућа, већ глоталном, веларном и/или ингестивном ваздушном струјом (погледајте: кликтави гласови, фонација, ваздушна струја). Енглески језик има око 13 самогласничке и 24 сугласничке фонеме (у зависности од дијалекта) и могу да имају више алофона.
Фонетика је проучавана још пре 2500 година у старој Индији, где је постојао велики број веома тачних фонетских анализа о ортоепији санскрита, као и тамилска књига граматике Tolkaappiyam (приближно 2. век), која описује место и начин творбе сугласника.